# Ordem da Estrela Vermelha
Ordem da Estrela Vermelha (em russo:  Орден Красной Звезды, transl. Orden Krasnoy Zvezdy) foi uma condecoração militar da ex-União Soviética. Foi criado por decreto do Presidium do Soviete Supremo da URSS de 6 de abril de 1930, com estatuto definido em 5 de maio do mesmo ano.
A ordem foi outorgada a militares soviéticos por "serviços excepcionais em prol da defesa da União Soviética na guerra ou na paz". Uma das mais altas condecorações soviéticas, o seu primeiro recipiente foi o Marechal Vasily Blyukher; depois executado no Grande Expurgo de Josef Stalin em 1938.

## Criação e estatuto
A Ordem da Estrela Vermelha foi criada por decreto do Presidium do Soviete Supremo da URSS de 6 de abril de 1930, mas seu estatuto só foi definido no decreto do Presidium do Soviete Supremo da URSS de 5 de maio de 1930.
Esse estatuto foi alterado por decretos do Presidium do Soviete Supremo da URSS de 7 de maio de 1936, de 19 de junho de 1943, de 26 de fevereiro de 1946, de 15 de outubro de 1947, de 16 de dezembro de 1947 e pelo decreto nº 1803-X de 28 de março de 1980.

## Descrição da condecoração

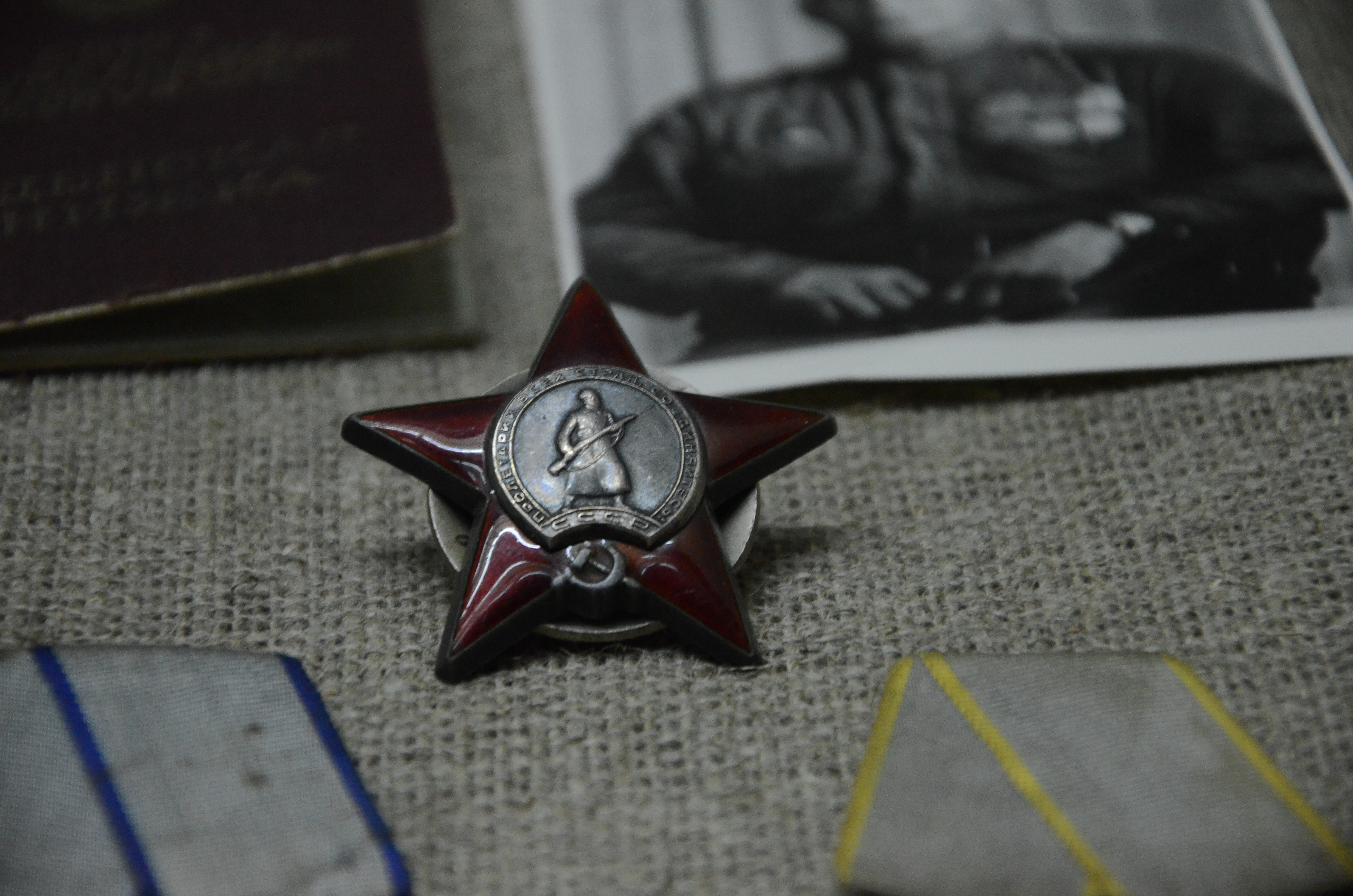
Medalha da Ordem da Estrela Vermelha no Museu da Grande Guerra Patriótica em Donetsk.

A Ordem da Estrela Vermelha é uma estrela de cinco pontas de prata esmaltada vermelha com 47mm a 50mm de largura (dependendo da variante). No centro do anverso, um escudo de prata oxidada com a imagem de um soldado ereto vestindo um sobretudo e portando um fuzil; o soldado usa uma budyenovka e geralmente olha para a direita, com uma versão olhando para frente. Ao longo de toda a circunferência do escudo, uma faixa estreita com o lema comunista em relevo, "Trabalhadores do mundo uni-vos!" (em russo: "Пролетарии всех стран, соединяйтесь!"), a faixa abaixo do soldado trazia a inscrição em relevo "URSS" (em russo: "СССР"). Abaixo do escudo, a foice e o martelo também de prata oxidada. O reverso simples trazia a marca do fabricante e o número de série do prêmio. A Ordem era presa à roupa por um pino roscado e um parafuso, sem fita. Antes de 19 de junho de 1943, a ordem era usada no peito esquerdo, mudando então para o direito.
Quando a ordem não era usada, uma barreta podia ser usada em seu lugar na barra de fita no lado esquerdo do peito. A fita da Ordem da Estrela Vermelha era um moiré de seda vermelho escuro de 24mm de largura com uma faixa central prateada de 5mm de largura. Quando usada com outras ordens, é usada após a Ordem da Guerra Patriótica, 2ª Classe.
Existem três tipos de medalha, com o Tipo 2 tendo oito variações. O documento do prêmio é um livreto de capa dura vermelho padrão com letras douradas. Este documento lista Ordens e certas medalhas do agraciado, e a capa interna tem o nome do recipiente. As páginas centrais detalham a ordem concedida, o número de série do prêmio e a data em que a ordem foi concedida. Elas também têm o selo oficial e a assinatura da autoridade de aprovação. A última página descreve a autoridade para conceder a ordem e os privilégios que acompanham o prêmio.

## Atribuição da condecoração

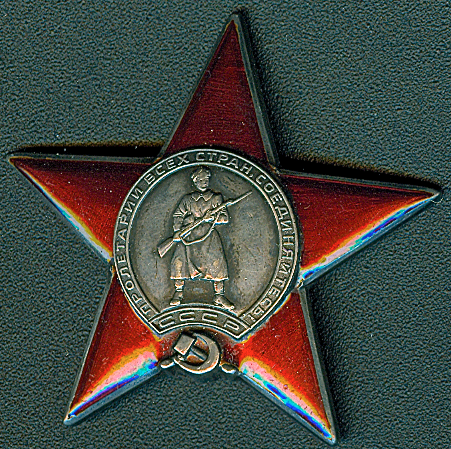
Anverso com o soldado olhando para frente.

A Ordem da Estrela Vermelha foi concedida a soldados do Exército, Marinha, Aeronáutica, forças de fronteira e segurança interna soviéticos, funcionários do Comitê de Segurança do Estado da URSS, bem como suboficiais e oficiais dos órgãos de assuntos internos; a unidades, navios de guerra, associações, empresas, instituições e organizações; bem como aos militares de países estrangeiros. Posteriormente, foi concedida por tempo de serviço até que a Medalha de Serviço Impecável foi estabelecida em 14 de setembro de 1957.

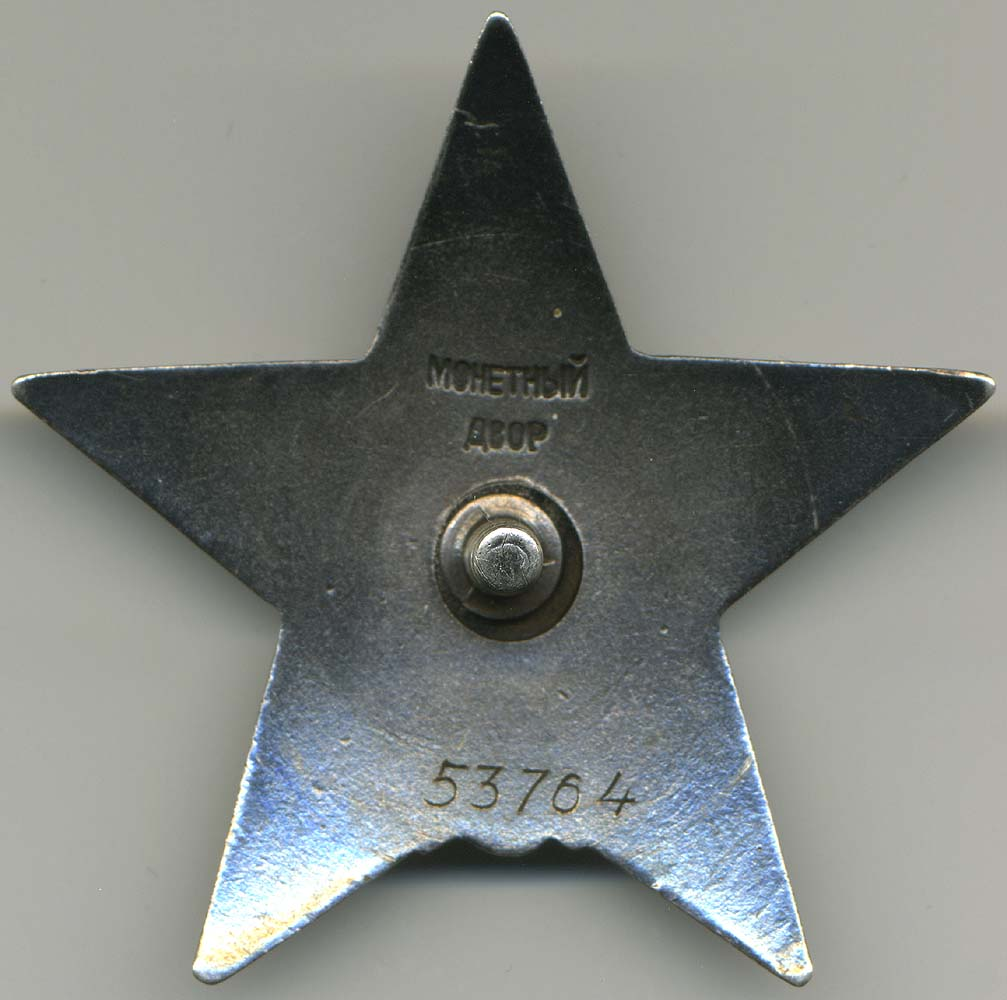
Reverso da Ordem da Estrela Vermelha.

A primeira ordem foi concedida em 13 de maio de 1930 ao herói da Guerra Civil, Vasily Konstantinovich Blyukher. A princípio, a ordem foi concedida a autoridades e oficiais de alta patente. Os requisitos para a concessão da ordem eram assim delineadas:

"A Ordem da Estrela Vermelha é concedida por conquistas notáveis na defesa da URSS e por ações na manutenção da segurança estatal em tempos de paz."
- pela coragem pessoal e bravura em batalha, pela excelente organização e liderança em combate que contribuíram para o sucesso das nossas tropas;
- para operações bem-sucedidas de unidades e formações militares que resultaram em baixas ou danos consideráveis ao inimigo;
- pelo excelente serviço na garantia da segurança pública e da segurança da fronteira do Estado da URSS;
- pela coragem e valentia demonstradas no desempenho das funções militares, ou, em circunstâncias que impliquem risco de vida;
- pelo desempenho exemplar de tarefas especiais de comando e outras ações notáveis cometidas em tempos de paz;
- pela grande contribuição na manutenção da alta prontidão de combate das tropas, excelente desempenho em combate e treinamento político, no domínio de novos equipamentos de combate e outros serviços associados ao fortalecimento do poderio defensivo da URSS;
- pelo mérito no desenvolvimento da ciência e tecnologias militares utilizadas no treinamento das Forças Armadas da URSS;
- pelo mérito de fortalecer as capacidades de defesa da comunidade socialista.[8]

## Condecoração por tempo de serviço
A Ordem da Estrela Vermelha também foi usada como um prêmio por tempo de serviço de 1944 a 1958 para marcar quinze anos de serviço militar, segurança estatal ou polícia. O Decreto do Presidium do Soviete Supremo da URSS de 14 de setembro de 1957 enfatizou a desvalorização de certas altas ordens militares soviéticas usadas como condecorações de tempo de serviço em vez de seus critérios originalmente pretendidos. Isso levou ao decreto conjunto de 25 de janeiro de 1958 dos Ministros da Defesa, do Interior e do Presidente do Comitê de Segurança do Estado da URSS, que institui a Medalha "Por Serviço Impecável", pondo fim à prática.

## Agraciados notáveis

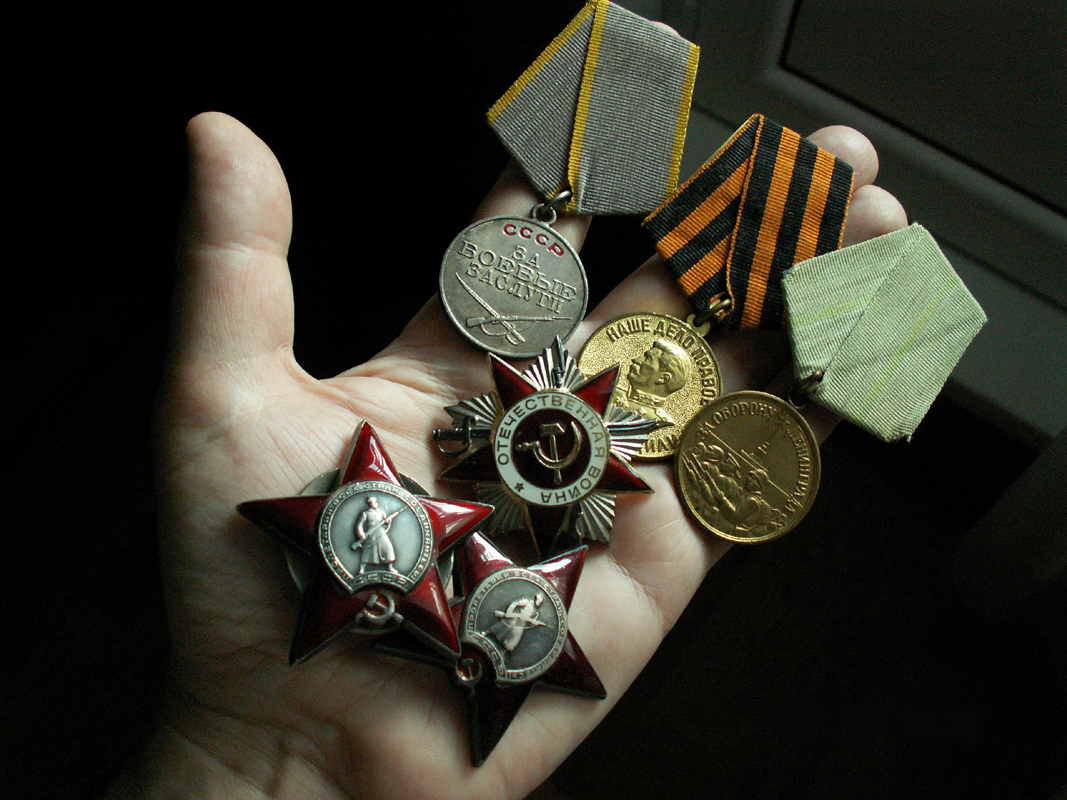
Duas Ordens da Estrela Vermelha junto a outras medalhas soviéticas "pelo Mérito de Batalha", "pela Vitória sobre a Alemanha na Grande Guerra Patriótica 1941-1945" e "pela Defesa de Leningrado" além de uma Ordem da Guerra Patriótica.

Os agraciados com a Ordem da Estrela Vermelha incluem muitos indivíduos bem conhecidos, bem como milhares de soldados regulares. Seja por coragem ou tempo de serviço, a Ordem da Estrela Vermelha foi uma das Ordens mais premiadas da União Soviética. Devido aos grandes números concedidos, há muitas disponíveis para qualquer colecionador obter pelo menos um ou dois para sua coleção. Ordens da Estrela Vermelha comuns com documentos são tão acessíveis que são uma ótima peça para começar uma coleção. Indivíduos podiam ser condecorados várias vezes.

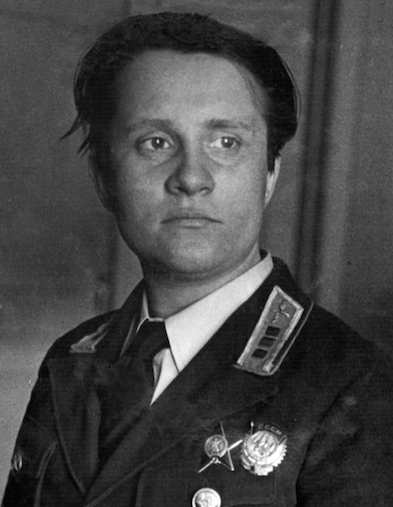
Major Aviadora Maria Petrovna Nesterenko com a Ordem da Estrela Vermelha. Ela foi executada pela NKVD em 1941 por ser esposa do ás Pavel Rychagov.

Entre os recipientes notáveis estão o duas vezes Herói da União Soviética e cinco vezes agraciado com a Ordem da Estrela Vermelha, Major-General Ivan Stepanenko e o Herói da União Soviética, Coronel A.P. Yakimov. O Herói da União Soviética Coronel V.S. Volkov recebeu três Ordens da Estrela Vermelha. Ordens individuais foram para indivíduos, incluindo as atiradoras de elite Nina Alexeyevna Lobkovskaya e a Heroína da União Soviética Lyudmila Pavlichenko. Muitos heróis notáveis da União Soviética também receberam uma ou mais Ordens da Estrela Vermelha. A "Bruxa da Noite" e Heroína da União Soviética Evdokia Borisovna Pasko recebeu duas Ordens da Estrela Vermelha.
A Ordem da Estrela Vermelha foi concedida 6 vezes a 5 pessoas, 5 vezes a mais de 15 pessoas, quatro vezes a mais de 150 pessoas, e três vezes a mais de 1.000 pessoas. Abaixo está uma pequena lista parcial de agraciados:

### 6 vezes

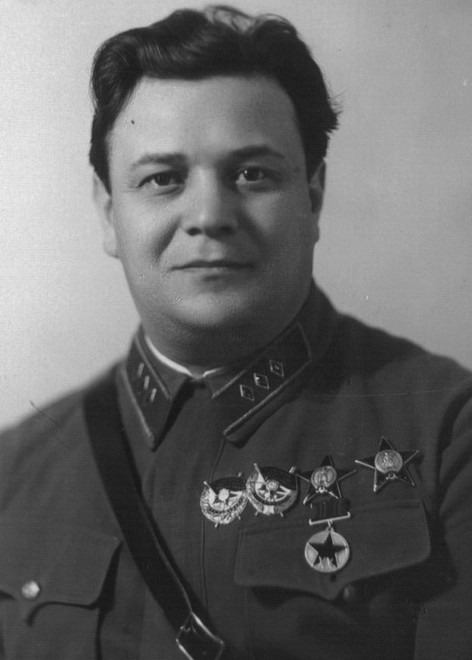
Rafail Pavlovich Khmelnitsky com duas Ordens da Estrela Vermelha.

- Coronel Philip Petrovich Onoprienko
- Coronel Peter Petrovich Panchenko
- Tenente-Coronel Vasily Vasilevich Silantyev

### 5 vezes
- Coronel Konstantin Ivanovich Malkhasyan
- Major General Ivan Nikiforovich Stepanenko
- Coronel Alexey Petrovich Yakimov

### 4 vezes
- Tenente-General Galaktion Alpaidze
- Coronel-General Georgy Baydukov
- Coronel-General Alexander Ivanovich Babaev
- Coronel Valentin Gavrilov
- General Gaysin, V.B.

### 3 vezes
- Capitão Zelig Fisher
- Tenente-Coronel Naum Shusterman
- Tenente-Coronel Anatoly Lebed

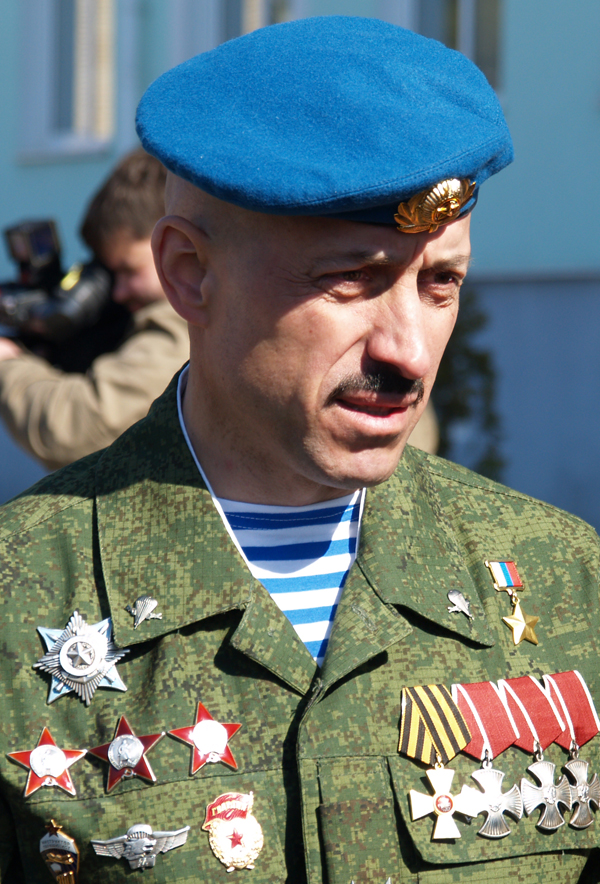
O Tenente-Coronel Anatoly Lebed usando suas três Ordens da Estrela Vermelha conquistadas na Guerra do Afeganistão.

- Tenente-Coronel Korolev Alexey Denisovich
- General-de-Exército Alexei Epishev
- General-de-Exército Gennady Ivanovich Obaturov
- Capitão Asaf Abdrakhmanov
- Tenente-General Alexander Vasilievich Belyakov
- Contra-Almirante Axel Berg
- Almirante Nikolai Sergeev
- Coronel Aviadora Olga Yamschikova
- Major Aviadora Marina Tchetchneva
- Major Samuil Kovner
- Major-General Lukashev, Vasily Vasilyevich
- Skarzhinsky, Nikolai Vladimirovich um militar soviético, que serviu no 327º batalhão antitanque soviético da 253ª Divisão de Fuzileiros

### 2 vezes

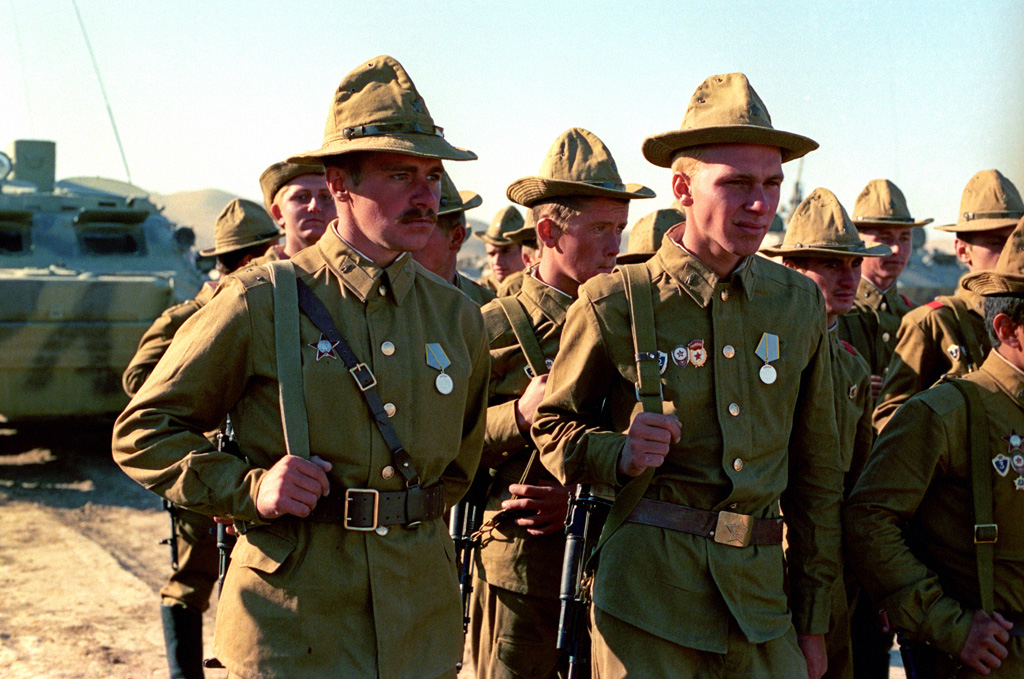
Soldados soviéticos aguardando para serem evacuados do Afeganistão. O militar à esquerda tem uma Ordem da Estrela Vermelha.

- Marechal da União Soviética Sergey Akhromeyev
- Marechal da União Soviética Nikolai Bulganin
- Major-General Georgi Beregovoi
- Coronel-General Igor Rodionov
- Engenheiro de aviação Sergey Ilyushin
- Sargento Semyon Nomokonov, o sniper "Xamã da Taiga"
- Coronel Ivan Kozhedub
- Coronel Dmitry Loza
- Marechal da Aviação Alexander Pokryshkin
- Marechal da União Soviética Boris Shaposhnikov
- Sargento-Sênior Yakov Pavlov
- Almirante Arseniy Golovko
- Contra-Almirante Vladimir Konovalov
- Almirante Gordey Levchenko
- Almirante Ivan Stepanovich Yumashev
- General-de-Exército Ivan Yefimovich Petrov

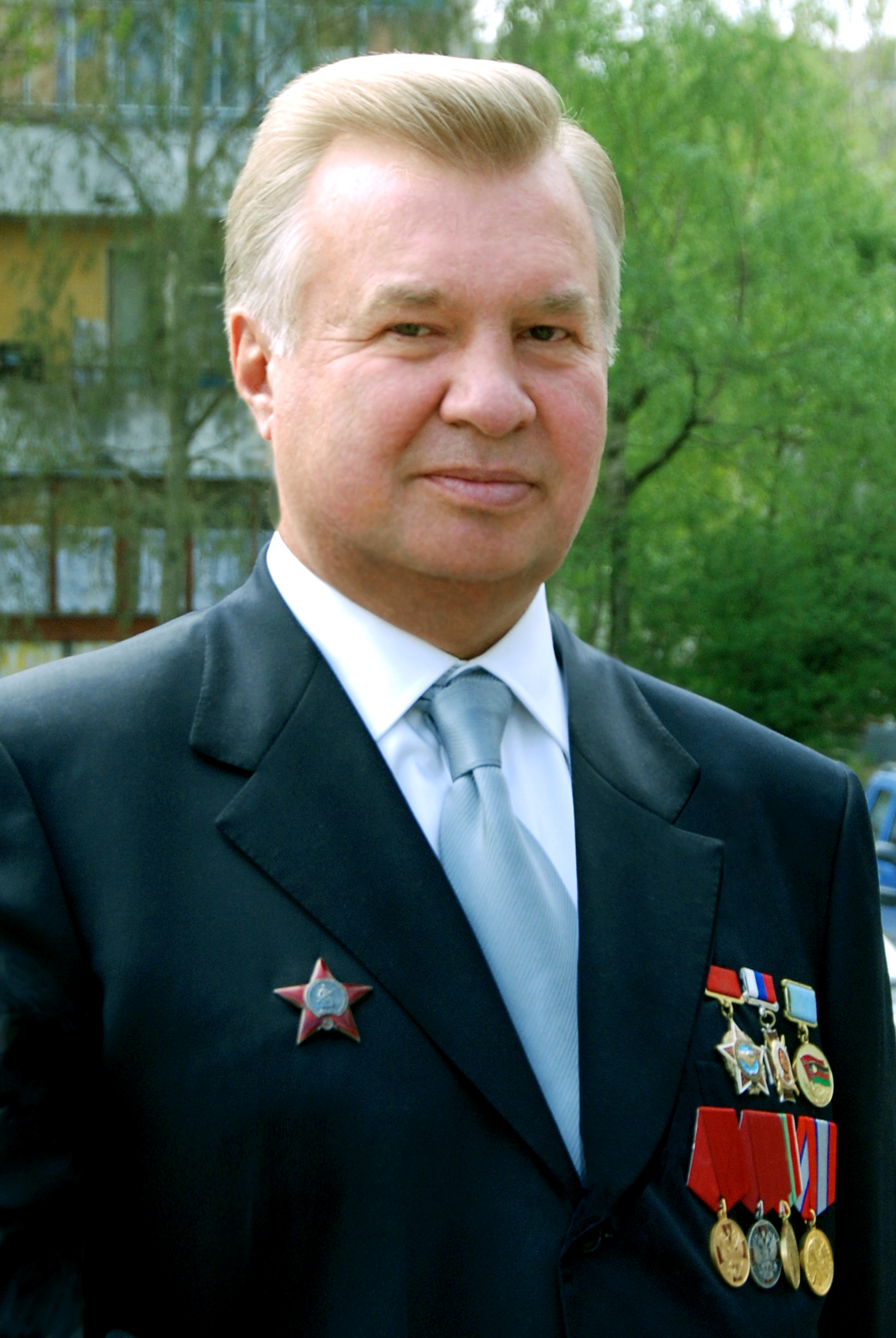
Igor Vladimirovich Vysotsky, veterano do Afeganistão, usando sua Ordem da Estrela Vermelha e outros prêmios em trajes civis.

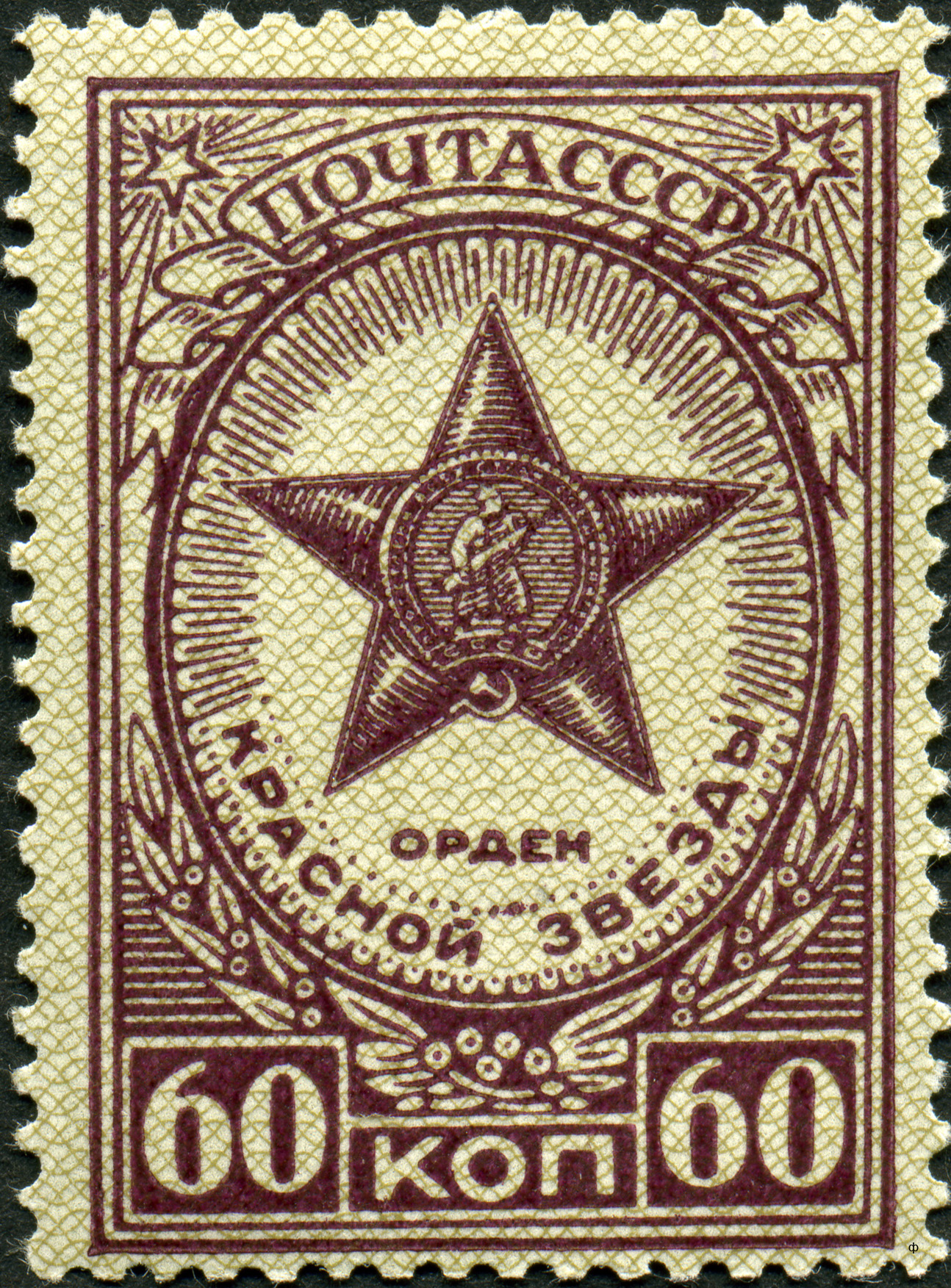
Selo soviético de 60 copeques de 1946 com a Ordem da Estrela Vermelha.

### 1 vez
- Almirante Nikolai Kuznetsov
- Cosmonauta Vladimir Komarov
- Ivan Gevorkian, famoso cirurgião armênio soviético e cientista.
- Pavel Sukhoi
- Natalya Kovshova, sniper do Exército Vermelho. Postumamente Heroína da União Soviética.
- Andrei Tupolev
- Cosmonauta Andrian Nikolayev
- Cosmonauta Pavel Popovich
- Filósofo Grigori Pomerants
- Major-General Valeri Bykovski, cosmonauta.
- Major Pavel Belyayev, cosmonauta.
- Major-General Aleksei Leonov, cosmonauta.
- 1º Tenente Simon Alexandrovich Marcus
- Mikhail Mil
- Heydar Aliyev
- Evdokia Zavaliy, única mulher soviética comandante de um pelotão de fuzileiros navais durante a Segunda Guerra Mundial.
- Cosmonauta Vladimir Djanibekov
- Piloto Khiuaz Dospanova, "Bruxa da Noite" e Heroína do Cazaquistão.
- Major Yakov Drob
- Tenente-General Alexander Lebed
- Vasily Degtyaryov, engenheiro de armamentos.
- Marechal da União Soviética Vassili Chuikov
- Harry Gold, espião do Projeto Manhattan (secreta).[11]
- Elizabeth Bentley, espiã soviética da Segunda Guerra Mundial (secreta).[12]
- Submarinista nuclear da Guerra Fria, Marinheiro Sergei Preminin, póstuma junto com as medalhas de Herói da Federação Russa e a Ordem "Por Mérito à Pátria".
- Sargento de Guardas Mariya Borovichenko, enfermeira militar altamente condecorada e postumamente Heroína da União Soviética.
- Vice-Almirante Vasili Arkhipov, um oficial da Marinha soviética que impediu o lançamento de um torpedo nuclear soviético durante a Crise dos Mísseis de Cuba.
- Piloto Tamara Pamyatnykh
- Prêmio Nobel Alexander Soljenítsin comandante de uma bateria de estimativa de som da artilharia do Exército Vermelho.[13][14]
- Mikhail Kudryavtsev, etnógrafo e indólogo soviético.
- Coronel Nikolai Petrov, vice-chefe das Defesas Antiaéreas de Moscou.
- Cirurgiã Olga Avilova, laureada com o Prêmio Estadual da URSS nas áreas de ciência e tecnologia, Cientista Homenageada da URSS e Doutora Homenageada da URSS.
- Ilya Devin, escritor.
- Tenente Mikhail Golobokov
- Victor Stern, filósofo austríaco, professor e político comunista.

### Unidades
- Ensemble Alexandrov, antigo coral do Exército Vermelho.
- 89ª Divisão de Fuzileiros "Divisão Tamaniana"
- 9ª Divisão de Infantaria, atual 131ª Brigada Separada de Fuzileiros Motorizados.
- 80º Regimento Aeromóvel, atualmente 80ª Brigada de Assalto Aéreo (Ucrânia).
- 8º Corpo de Tanques, atualmente 8º Corpo de Exército (Ucrânia).
- 7ª Divisão Aerotransportada de Guardas, atualmente 7ª Divisão de Assalto Aéreo de Guardas de Montanha.
- 10ª Divisão de Fuzileiros Motorizados de Guardas "Pechengskii"

Em 2015, o prêmio da Ordem da Estrela Vermelha concedido a unidades do exército ucraniano foi removido como parte da remoção de prêmios e condecorações soviéticos de unidades militares ucranianas.